# Selwyn Maister
Selwyn Maister, född den 24 maj 1946 i Christchurch, Nya Zeeland, är en nyzeeländsk landhockeyspelare.
Han tog OS-guld i herrarnas landhockeyturnering i samband med de olympiska landhockeytävlingarna 1976 i Montréal.